# Castillo de Taga

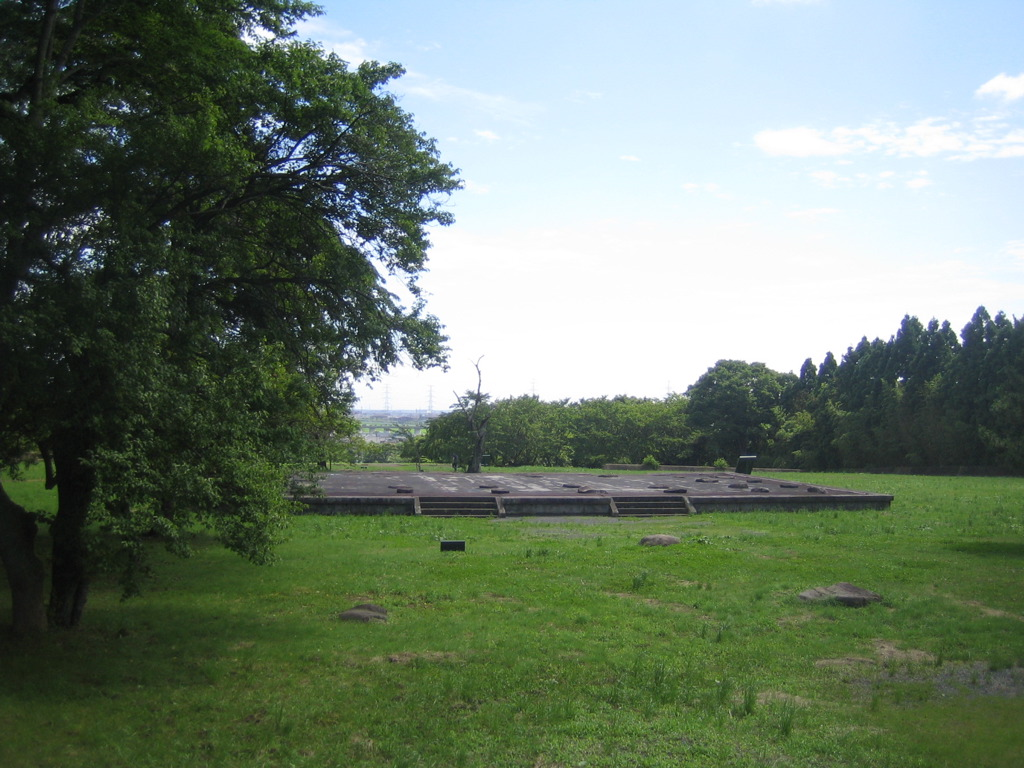
Ruinas del castillo de Taga

El castillo de Taga (多賀城, Taga-jō) fue un fuerte que se erigió durante las campañas contra los emishi en el siglo VIII. Se encontraba en lo que hoy en día es la ciudad de Taga, en la Prefectura de Miyagi, Japón. Sirvió como centro administrativo de la Provincia de Mutsu. Bashō habla de su visita a este lugar en Oku no Hosomichi. Las ruinas del castillo de Taga y del templo tienen la categoría de Sitio Histórico Especial (特別史跡).

## Historia
Durante las guerras contra los emishi (蝦夷) en el nordeste de Honshū, los japoneses construyeron una serie de fuertes y empalizadas que sirvieran de baluartes y centros administrativos en su conquista y colonización de la región. Una inscripción indica que el castillo de Taga fue fundado el año 724. Se convirtió en la capital administrativa de la Provincia de Mutsu y en una de las principales bases de operaciones, junto con los castillos de Akita y Okachi, de la provincia de Dewa. El distrito militar se llamaba Chinjufu (鎮守府), y era el equivalente nororiental a Dazaifu (太宰府) en el suroeste. Tagajō fue reconstruido después de ser saqueado e incendiado por los emishi el año 780, pero sufrió graves daños por el tsunami Jōgan del 869. El auge de Hiraizumi en el siglo XII marcó su declive y posterior desaparición.

## Monumentos

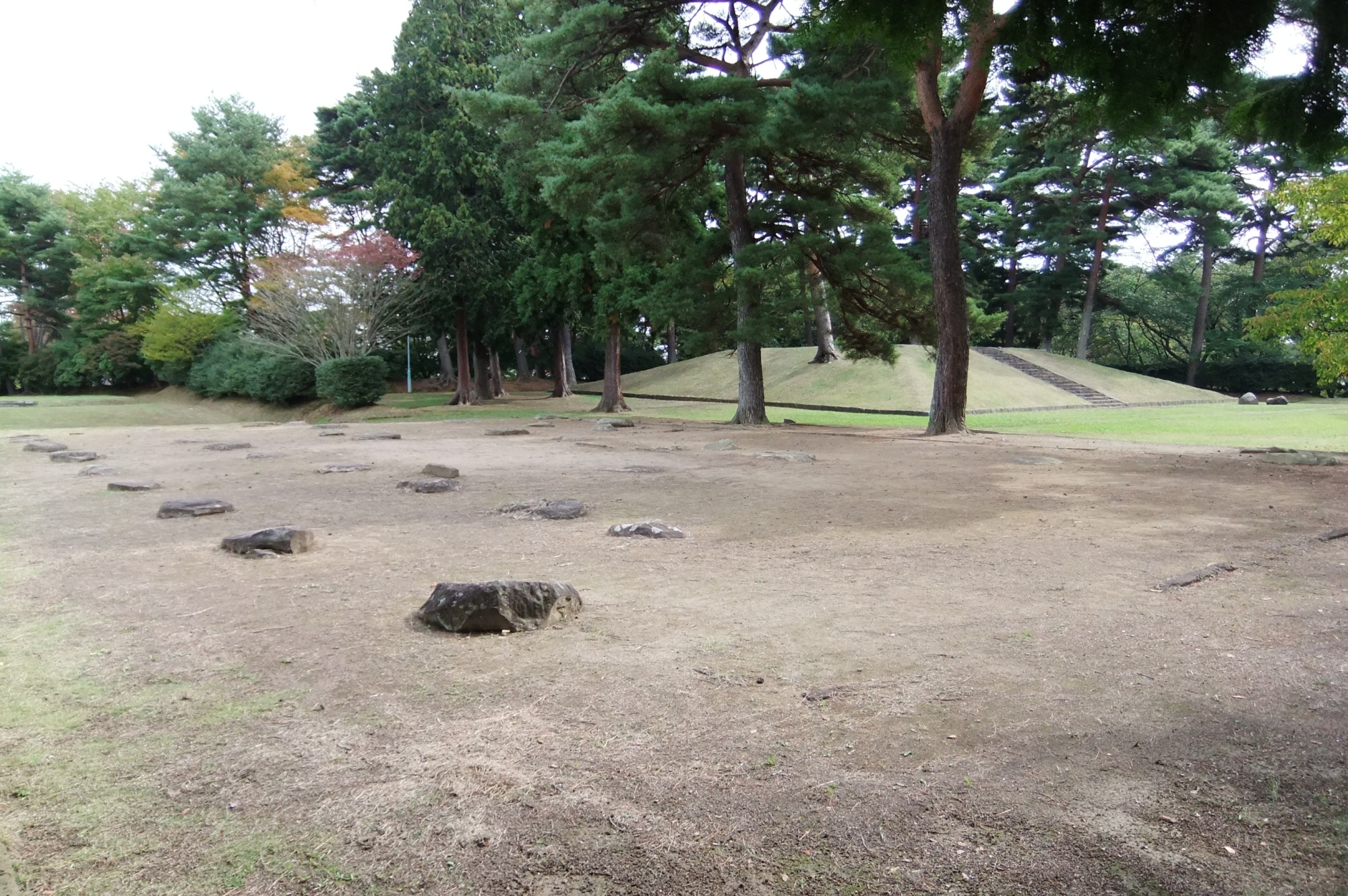
Ruinas del templo de Tagajō

### Castillo de Tagajō
El castillo de Tagajō ocupaba un área de unos 280 metros cuadrados y estaba rodeado por un muro de tierra de más de tres kilómetros de largo. En el centro había varios edificios administrativos construidos sobre una elevación rodeados por un muro de tierra interior. Había también en el lugar almacenes y barracones para los soldados y artesanos.

### Ruinas de templo de Tagajō
Unas excavaciones realizadas al sudeste del castillo sacaron a la luz las ruinas de un templo, hoy conocido como Tagajō Haiji. Se han identificado cinco edificios dentro de un gran complejo rectangular delimitado por un muro de tierra.

### Inscripción
El Tsubo no Ishibumi (壺の碑) o Tagajōhi (多賀城碑) es una inscripción que data del periodo Nara que indica las distancias a Nara, la Provincia de Emishi, y otras regiones. Matsuo Bashō (松尾芭蕉) hace un creativo relato de su observación de la estela en Oku no Hosomichi (奥の細道), concluyendo que "raramente se encuentran vestigios convincentes de lo que ha acontecido, pero en este lugar hay monumentos absolutamente fidedignos de acontecimientos que tuvieron lugar hace un milenio", y lloró de la emoción. En su descripción el monumento hace las funciones de sitio poético o utamakura. En 1998 fue declarado Propiedad Cultural Importante.

## Museo
El Museo de Historia de Tōhoku  (東北歴史博物館) alberga los hallazdos de las excavaciones del lugar así como de otros yacimientos de Tōhoku.